# Agrotis fasciata
Agrotis fasciata ist ein ausgestorbener Schmetterling (Nachtfalter) aus der Familie der Eulenfalter (Noctuidae), der auf dem Midway-Atoll endemisch war.

## Merkmale
Agrotis fasciata erreichte eine Flügelspannweite von 47 Millimetern. Die Oberseite der Vorderflügel war in der Grundfarbe hellbraun. Innere und äußere Querlinie waren deutlich dunkel gezeichnet. Die innere Querlinie war groß gezackt, die äußere Querlinie fein gezackt. Nieren- und Ringmakel waren deutlich entwickelt und etwas dunkler als die Grundfarbe. Ein undeutlicher Mittelschatten verlief vom Innenrand, da wo die äußere Querlinie endet weiter über die Nierenmakel bis zur Costa. Die Fransen waren überwiegend in der Grundfarbe der Flügeloberseite gehalten, die Basis der Fransen war jedoch gelblich gefärbt. Die Oberseite der Hinterflügel war cremefarben. Innerhalb der Mitte verlief ein leicht welliges, schmales, schwarzes Band gebogen über beide Hinterflügel. Die Unterseite der Vorderflügel war an der Basis grau-lederfarben und wurde zum äußeren Rand hin dunkler grau. An der apikalen Hälfte befand sich ein haarbrauner diagonaler Strich. Die Unterseite der Hinterflügel war hell lederfarben mit einem haarbraunen Band, das mit dem auf den Vorderflügeln übereinstimmte. Kopf und Halskragen (Patagia) waren rotbraun. Der Thorax war grau holzbraun. Das Abdomen war zimtfarben.

## Geographische Verbreitung, Lebensraum und Lebensweise
Agrotis fasciata war auf dem Midway-Atoll endemisch. Die Inseln haben subtropisches Klima. Über die Lebensweise ist nichts bekannt.

## Aussterben
Der letzte Nachweis von Agrotis fasciata war gegen 1912. Eine mögliche Ursache für das Aussterben könnten exotische Organismen gewesen sein, die mit dem Ziel der biologischen Schädlingsbekämpfung auf das Midway-Atoll eingeführt wurden. Während einer Expedition im Jahre 1994 konnte diese Art nicht wiederentdeckt werden. Agrotis fasciata wurde 1986 in die Rote Liste der IUCN und 1989 in die Liste der ausgestorbenen Insekten des United States Fish and Wildlife Service aufgenommen.